# American Motorcyclist Association
De American Motorcyclist Association (AMA) is een Amerikaanse motorbond met ongeveer 225.000 leden. De AMA werd in 1924 opgericht en is sinds 1971 het enige erkende Amerikaanse lid van de FIM.
Net zoals de KNMV in Nederland is de AMA de grootste organisator van wedstrijden met motorfietsen. Een rijder kan echter alleen AMA-kampioen worden door in de verschillende takken van de wedstrijd te starten. Hierin strijden de rijders telkens om de AMA-Number One-titel. Het kampioenschap wordt bestreden in de 5 wedstrijdsoorten: Dirttrack (¼, ½ en 1 mijl), TT Dirttrack (soms vervangen door TT Steeplechase) en wegrace. In de Verenigde Staten is een winnaar van de AMA-titel belangrijker dan een wereldkampioen.